# Эшенроде

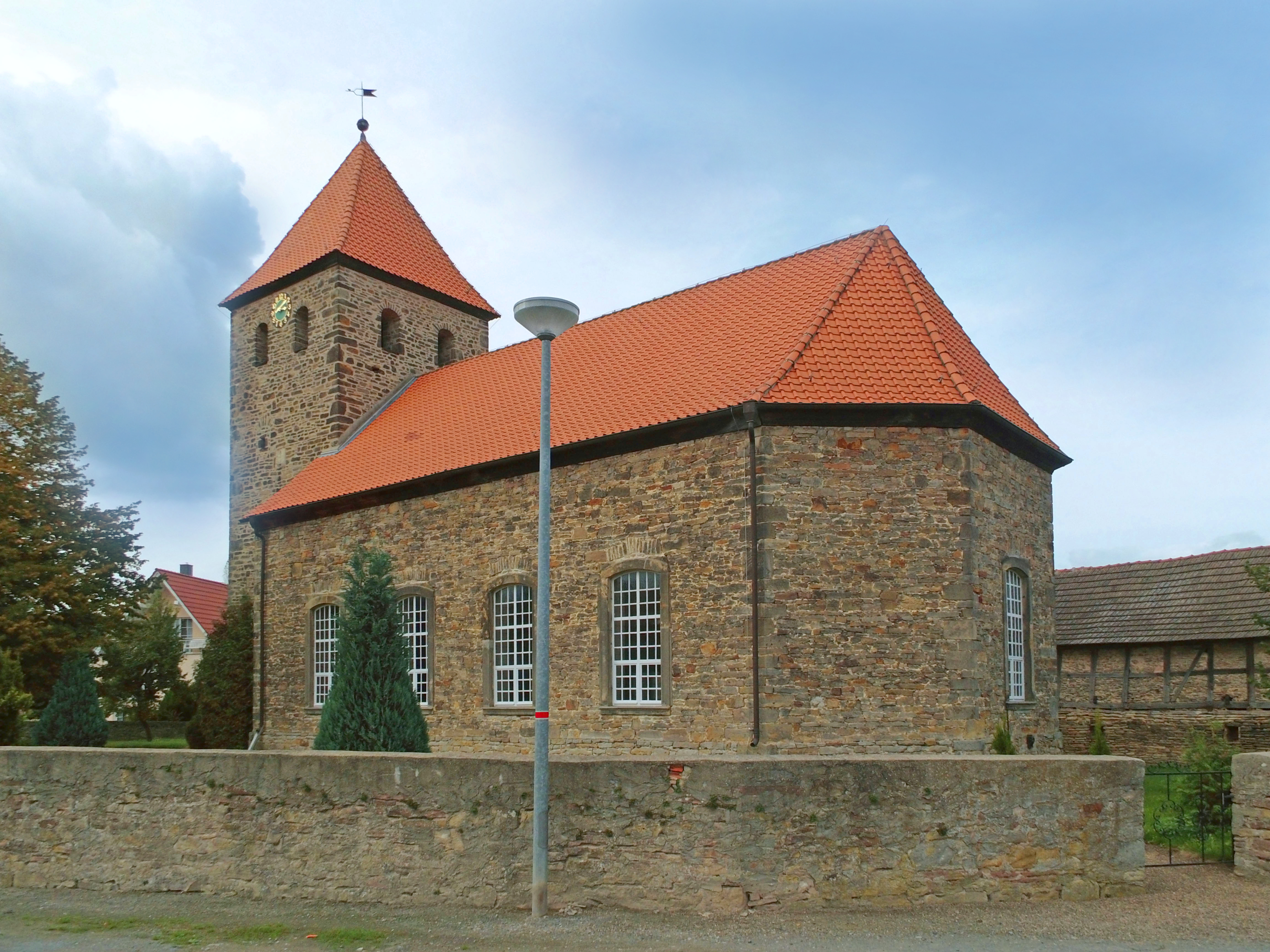
Церковь

Эшенроде (нем. Eschenrode) — деревня в Германии, в земле Саксония-Анхальт. Входит в состав города Эбисфельде-Веферлинген района Бёрде
Деревня Эшенроде впервые упоминается в 1158 году.
До 2010 года имела статус общины (коммуны), занимала площадь 4,24 км². 1 января 2010 года вместе с соседними населёнными пунктами вошла в состав города Эбисфельде-Веферлинген.

## Достопримечательности
Церковь Святого Стефана, построенная в стиле позднего барокко.

## Население
| Год  | Жителей |
| ---- | ------- |
| 1910 | 353     |
| 1933 | 303     |
| 1939 | 284     |
| 1964 | 285     |
| 1971 | 265     |

| Год  | Жителей |
| ---- | ------- |
| 1981 | 214     |
| 1985 | 199     |
| 1989 | 199     |
| 1990 | 192     |
| 1993 | 198     |

| Год  | Жителей |
| ---- | ------- |
| 1995 | 183     |
| 2000 | 178     |
| 2001 | 176     |
| 2002 | 182     |
| 2003 | 169     |

| Год  | Жителей |
| ---- | ------- |
| 2004 | 172     |
| 2005 | 173     |
| 2006 | 174     |
| 2007 | 167     |
| 2008 | 167     |

| Год  | Жителей |
| ---- | ------- |
| 2009 | 157     |